# تورآباد
تورآباد (به لاتین: Turabad) یک منطقهٔ مسکونی در جمهوری آرتساخ است که در استان کاشاتاق واقع شده‌است.